# Kent Cup 1991
Der Kent Cup 1991 war ein professionelles Snooker-Einladungsturnier, das im Rahmen der Saison 1990/91 vom 21. bis zum 24. März 1991 im Yuetan Stadium in der chinesischen Hauptstadt Peking ausgetragen wurde. Sieger wurde der Nordire Joe Swail, der im Finale Titelverteidiger Marcus Campbell mit 5:0 besiegte.

## Preisgeld
Erneut wurde das Turnier namensgebend von der Zigarettenmarke Kent gesponsert, die zum Tabakkonzern British American Tobacco gehört. Als Preisgeld wurden mindestens 9.760 Pfund Sterling ausgeschüttet, von denen etwa die Hälfte auf den Sieger entfiel.
|              | Preisgeld |
| ------------ | --------- |
| Sieger       | 4.640 £   |
| Finalist     | 2.320 £   |
| Halbfinalist | 1.400 £   |
| Insgesamt    | 9.760 £   |

## Turnierverlauf
Wie schon im Vorjahr wurden zwölf Spieler eingeladen, die allesamt aufstrebende Amateurspieler waren, obgleich das Turnier offiziell ein Profiturnier war. Zunächst wurden die Teilnehmer in vier Dreier-Gruppen eingeteilt, in denen jeweils ein einfaches Jeder-gegen-jeden-Turnier ausgespielt wurde. Der jeweilige Gruppensieger rückte dann ins Halbfinale vor, ab dem das Turnier im K.-o.-System ausgespielt wurde. Während die einzelnen Gruppenspiele durch die addierten Ergebnissen zweier Frames entschieden wurden, fanden die Finalrunden in zwei verschiedenen Best-of-Modi statt, das Halbfinale im Modus Best of 5 Frames und das Finale im Modus Best of 9 Frames.
Die Darstellung der Ergebnisse der Gruppenphase basiert auf dem Pot Black Magazine, dessen Angaben sich aber mit den unvollständigen Ergebnissen der Gruppenphase in der Datenbank CueTracker decken.

### Gruppenphase
Gruppe A
| Pos. | Spieler         | Partien | S | N | Punkte  | Diff. |
| ---- | --------------- | ------- | - | - | ------- | ----- |
| 1    | Marcus Campbell | 2       | 2 | 0 | 242:155 | +87   |
| 2    | Bjørn L’Orange  | 2       | 1 | 1 | 218:216 | +2    |
| 3    | Li Yuanhai      | 2       | 0 | 2 | 149:238 | −89   |

| Spiel | Spieler 1       | Ergebnis    | Spieler 2      |
| ----- | --------------- | ----------- | -------------- |
| 1     | Marcus Campbell | 58117:58117 | Li Yuanhai     |
| 2     | Marcus Campbell | 97125:97125 | Bjørn L’Orange |
| 3     | Bjørn L’Orange  | 91121:91121 | Li Yuanhai     |

Gruppe B
Der Hongkonger Stanley Leung gewann die Gruppe, da er das höchste Break gespielt hatte.
| Pos. | Spieler       | Partien | S | N | Punkte  | Diff. |
| ---- | ------------- | ------- | - | - | ------- | ----- |
| 1    | Stanley Leung | 2       | 1 | 1 | 207:199 | +8    |
| 2    | Udon Khaimuk  | 2       | 1 | 1 | 218:213 | +5    |
| 3    | Steve Lemmens | 2       | 1 | 1 | 184:197 | −13   |

| Spiel | Spieler 1     | Ergebnis    | Spieler 2     |
| ----- | ------------- | ----------- | ------------- |
| 1     | Stanley Leung | 65113:65113 | Steve Lemmens |
| 2     | Steve Lemmens | 84119:84119 | Udon Khaimuk  |
| 3     | Udon Khaimuk  | 94134:94134 | Stanley Leung |

Gruppe C
| Pos. | Spieler          | Partien | S | N | Punkte  | Diff. |
| ---- | ---------------- | ------- | - | - | ------- | ----- |
| 1    | Tai Pichit       | 2       | 2 | 0 | 355:97  | +258  |
| 2    | Stephen O’Connor | 2       | 1 | 1 | 197:254 | −57   |
| 3    | Jiang Yingyi     | 2       | 0 | 2 | 112:313 | −201  |

| Spiel | Spieler 1        | Ergebnis    | Spieler 2        |
| ----- | ---------------- | ----------- | ---------------- |
| 1     | Stephen O’Connor | 91121:91121 | Jiang Yingyi     |
| 2     | Tai Pichit       | 76163:76163 | Stephen O’Connor |
| 3     | Tai Pichit       | 21192:21192 | Jiang Yingyi     |

Gruppe D
| Pos. | Spieler       | Partien | S | N | Punkte  | Diff. |
| ---- | ------------- | ------- | - | - | ------- | ----- |
| 1    | Joe Swail     | 2       | 2 | 0 | 279:170 | +109  |
| 2    | David Yao     | 2       | 1 | 1 | 216:240 | −24   |
| 3    | Mike Colquitt | 2       | 0 | 2 | 186:271 | −85   |

| Spiel | Spieler 1 | Ergebnis    | Spieler 2     |
| ----- | --------- | ----------- | ------------- |
| 1     | Joe Swail | 72152:72152 | David Yao     |
| 2     | Joe Swail | 98127:98127 | Mike Colquitt |
| 3     | David Yao | 88144:88144 | Mike Colquitt |

### Finalrunde
Titelverteidiger Marcus Campbell hatte zwar klar seine Gruppe gewonnen, hatte aber mit dem Sieger der am meisten umkämpften Gruppe, Stanley Leung, zu tun. Campbell siegte zwar am Ende, musste aber in den Decider. Das andere Halbfinale zwischen den beiden besten Spielern der Gruppenphase ging ebenfalls in den Decider. Am Ende siegte der Nordire Joe Swail, der in der Gruppenphase überragende Thailänder Tai Pichit zog den Kürzeren. Das Finale war dann eine klare Angelegenheit: Campbell war ohne Chance, Swail siegte mit 0:5.
|  | Halbfinale Best of 5 Frames | Halbfinale Best of 5 Frames |                 |           | Finale Best of 9 Frames | Finale Best of 9 Frames |
|  |                             |                             |                 |           |                         |                         |
|  |                             |                             |                 |           |                         |                         |
|  | Marcus Campbell             | 3                           |                 |           |                         |                         |
|  | Stanley Leung               | 2                           |                 |           |                         |                         |
|  |                             |                             | Marcus Campbell | 0         |                         |                         |
|  |                             |                             |                 | Joe Swail | 5                       |                         |
|  | Tai Pichit                  | 2                           |                 |           |                         |                         |
|  | Joe Swail                   | 5                           |                 |           |                         |                         |
|  |                             |                             |                 |           |                         |                         |